# هاري مارتن (لاعب هوكي الحقل)
هاري مارتن (بالإنجليزية: Harry Martin) هو لاعب هوكي الحقل بريطاني، ولد في 23 أكتوبر 1992 في إبسوتش في المملكة المتحدة.

## وصلات خارجية
- هاري مارتن على موقع الاتحاد الدولي للهوكي (الإنجليزية)
- هاري مارتن على موقع أوليمبيديا (الإنجليزية)
- هاري مارتن على موقع اللجنة الأولمبية البريطانية (الإنجليزية)
- هاري مارتن على موقع اتحاد ألعاب الكومنولث (مؤرشف) (الإنجليزية)